# Bad Staffelstein
Bad Staffelstein là một thành phố của Đức ở Franken. Các thành phố lớn hơn tiếp theo là Lichtenfels, Coburg và Bamberg.